# Schuddebeurs en Simonshaven

Wapen van de gemeente, bevestigd op 5 september 1821

Schuddebeurs en Simonshaven is een voormalige Nederlandse gemeente.
De gemeente Schuddebeurs en Simonshaven werd ingesteld op 1 april 1817. Zij bestond uit het landgoed Schuddebeurs en het dorp Simonshaven, die sinds 1 januari 1812 deel hadden uitgemaakt van de gemeente Geervliet.
Op 1 september 1855 werd de gemeente opgeheven. Het grondgebied werd toegevoegd aan de gemeente Geervliet. Van 1 januari 1980 tot 1 januari 2015 maakte het deel uit van de gemeente Bernisse. Sinds 1 januari 2015 maakt het deel uit van de nieuwe gemeente Nissewaard.